# 愛を頑張って
「愛を頑張って」（あいをがんばって）は、日本の歌手・和田アキ子と男性グループ・BOYS AND MEN研究生のコラボレーション「和田アキ子 with BOYS AND MEN 研究生」の楽曲。シングルは2018年5月23日にテイチクエンタテインメントのレーベル・ユニオンレコードからリリースされた。
「愛を頑張って」は、和田アキ子のデビュー50周年記念企画の一環として発表されたシングルである。和田は前作「All Right!!!」が86作目のシングルであるが、ディスコグラフィにカウントされていない別名義のものやコラボレーションによるものがあり、それらを含めれば本作は93作目のシングルになる。このシングルはオリコン2位を記録し、和田は46年ぶりに自己最高順位を更新した。BOYS AND MEN研究生にとっては9作目のシングルであり、初のメジャーシングルである。

## 背景
「最大年齢差・半世紀」をうたうこのコラボレーションは、和田アキ子の楽曲「古い日記」をBOYS AND MEN研究生がカバーしたことをきっかけに成立した。本作に関する情報は、まずBOYS AND MEN研究生側が2018年1月に「『○○ with BOYS AND MEN研究生』としてメジャーCDをリリースする」ということを発表し、2月22日に和田アキ子とBOYS AND MEN研究生のコラボレーションであることが明かされた、という経緯で発表された。
BOYS AND MEN研究生は、2017年12月9日に8thシングル「ゴリゴリ☆サバンナロード」をリリースし、そのカップリングに「古い日記」を収録する。この前日、BOYS AND MEN研究生の所属事務所フォーチュンエンターテイメントの社長であり、BOYS AND MEN研究生および兄弟グループBOYS AND MENのプロデューサーである谷口誠治は、和田の招待を受けて愛知県一宮市で開催されたコンサートをメンバーとともに鑑賞し、和田にこのCDを渡した。和田はこれに「40数年前の楽曲が現代サウンドとしっかり絡み合いとても面白い」・「いい曲は継承されなきゃいけないからうれしいね」と好反応を示し、谷口が和田にコラボレーションを打診した。10代のメンバーも在籍するボーイズ・グループとのコラボレーションにはじめは躊躇もしたが、「音楽に年齢も性別も関係ない」・「是非ともこういう若い世代の後押しをしたい」とこれを承諾し、この曲のリリースに至った。
和田アキ子のシングルのリリースは、2016年7月の「All Right!!!」から約2年を経ている。2018年10月にデビュー50周年を迎える和田は、この前年からコンサート・ツアー『AKIKO WADA 50th ANNIVERSARY THE LEGEND OF SOUL』開催、ベスト・アルバム『THE LEGEND OF SOUL -AKIKO WADA 50th ANNIVERSARY BEST ALBUM-』、カバー・アルバム『WADASOUL COVERS 〜Award Songs Collection』のリリース、様々な分野のクリエイターとのコラボレーションによるキャラクターグッズの製造など、さまざまなアニバーサリー企画を催していた。本作「愛を頑張って」もこの50周年企画のひとつである。
本作リリース時のBOYS AND MEN研究生は、中原聡太・北川せつら・米谷恭輔・三隅一輝・松岡拳紀介・佐藤匠の6人体制である。BOYS AND MEN研究生は2016年12月に6thシングル「ドドンコ Don't worry」をテイチクエンタテインメントのレーベル・インペリアルレコードから初のメジャー流通シングルとしてリリースしたが、これは所属事務所が有するインディーズレーベル・Fortune Recordsのシングルをテイチクから販売したという形のものであった。本作ではメンバー6名に加え、2017年に始動した「BOYS AND MENエリア別研究生」から、古川流唯（BOYS AND MEN研究生名古屋、本作参加者の最年少）・高垣博之（BOYS AND MEN研究生東京）・髙橋真佳把（BOYS AND MEN研究生関西）・吉田玲哉（BOYS AND MEN研究生福岡）の4名が「エリア選抜」として参加した。本作も「ドドンコ…」と同様に単発的なメジャーからのシングルであり、次作「がけっぷち純情」以降ふたたびFortune Recordsからのリリースを続けた。
後述するように、和田とBOYS AND MEN研究生はこの曲で特番を含む音楽番組に出演する機会を得た。2018年11月に、第60回日本レコード大賞において企画賞を受賞した。

## 制作、音楽性
作詞は山田ひろし、作曲と編曲はかりゆし58や中ノ森文子などのサウンドプロデュースも手掛けたシンガーソングライターの山口高始による。ともに和田アキ子の楽曲制作に携わったことのあるライターであり、山田ひろしは「愛のためだけに」（アルバム『リズムアンドブルースの女王。』、2006年）の作詞を、山口高始は前作「All Right!!!」の作曲・編曲を手掛けている。
和田はこの楽曲について、「老若男女、すべての方の背中を押せるような曲。私世代には懐かしいモータウンサウンドだし、若い人には新しいと思ってもらえるんじゃないかな。」と説明している。BOYS AND MEN研究生は、「僕ら自身も『がんばるぞ！』っていう気持ちが芽生えたというか… めちゃめちゃ熱い応援ソングとなってます（北川せつら）」、「子供から大人まで老若男女問わず楽しんで頂ける楽曲です。全ての頑張っている人に向けての応援歌にもなっています。（米谷恭輔）」といったコメントをしている。

## リリース、プロモーション
CDシングルは、TYPE-A, B, C, Dの4種類でリリースされた。TYPE-Aはカップリングに「愛を頑張って」の和田アキ子によるバージョンとBOYS AND MEN研究生によるバージョンが収録され、ミュージック・ビデオとそのメイキング映像を収録したDVDが付属する。TYPE-B, Cのカップリングに和田アキ子 with BOYS AND MEN研究生の楽曲「アイノテヲ」、TYPE-B, DのカップリングにBOYS AND MEN研究生の楽曲「GYA WOW☆」が収録されている。「GYA WOW☆」はBOYS AND MEN研究生の音楽プロデューサーであるYUMIKOのプロデュース・作詞による曲であり、作曲の小久保祐希・横野康平、「アイノテヲ」作詞作曲のno_myらもBOYS AND MEN研究生や祭nine.への楽曲提供があったライターである。
CDリリースにさきがけて、5月9日に「Digital Limited Pack」と称する配信シングルを主要な音楽配信サイトからの配信でリリースした。これには、CDに収録されていないBOYS AND MEN研究生による「アイノテヲ -BOYS AND MEN研究生 ver.-」が含まれる。
ミュージック・ビデオ
「愛を頑張って」のミュージック・ビデオは、架空の寺「アッコ寺」を舞台に、BOYS AND MEN研究生が和田アキ子の喝を受けながら修行して成長していく姿を描いたストーリーと、バックバンドを従えてパフォーマンスをする歌唱シーンによって構成される。BOYS AND MEN研究生の振り付けはラッキィ池田が担当した。
プロモーション
リリースイベント初日となる2月24日は札幌・東京・名古屋・大阪・福岡の5か所での同時開催イベントをおこない、ここからリリース週までの3か月間、エリア選抜4名以外のエリア別研究生メンバーも含むBOYS AND MEN研究生のみによる連日にわたる数多くのイベントをおこなった。5月のリリースに向けて、3月にニコニコ生放送において期間限定のレギュラー番組『BMK研究所』の配信を開始した。メディアでは、CBCラジオのパワープレイ「いっしょに歌お!CBCラジオ 5月のうた」、MBSテレビ『+ music』5月度のエンディングテーマに起用されている。
和田アキ子はBOYS AND MEN研究生とともにラジオ番組出演でのプロモーション活動をおこない、5月27日に神奈川県川崎市のラゾーナ川崎プラザで開催したリリースイベントに出演した。和田が商業施設で歌唱をするのはこれが初めてのことであり、さらに自身初の「ハイタッチ会」をおこなった。

## ライブ・パフォーマンス
前述の5月27日のリリースイベント出演のほか、6月2日に横須賀芸術劇場で開催された和田のコンサート・ツアーの横須賀公演にBOYS AND MEN研究生がゲスト出演して「愛を頑張って」を披露した。和田のコンサートに他のグループが出演したのはこれが初めてのことである。
5月26日（25日深夜）放送の『バズリズム02』（日本テレビ）に出演し、スタジオライブを披露。6月5日に『うたコン』（NHK）に出演した。和田はこれが『うたコン』初出演であり、BOYS AND MEN研究生は初めての生放送の音楽番組出演となった。7月に音楽特番『音楽の日』（TBS）と『2018 FNSうたの夏まつり』（フジテレビ）に出演してこの曲を披露した。

## チャート成績
オリコンチャートでは、デイリーランキングで初登場2位、6月4日付けの週間ランキングにおいても2位にランクインした。和田アキ子は1971年に「天使になれない」で記録した8位を更新し、自己最高順位を獲得する。和田は2005年にm-floのコラボレーション・シングル「Loop In My Heart/HEY!」が9位にランクインしているが、自身の作品としては「夜明けの夢」（1971年）以来46年4か月ぶり、3作目のトップ10入りとなり、北島三郎が持っていたシングルトップ10入りインターバル記録の40年4か月を更新した。BOYS AND MEN研究生は、初のチャートイン作品「ドドンコ Don't worry」の3位を上回る週間順位を記録した。2018年の年間ランキングにおいて63位にランクインした。
ビルボード・ジャパンでは、週間セールス・チャートTop Singles Sales、6月4日付けの総合チャートBillboard Japan Hot 100において2位にランクインした。ビルボード・ジャパンは、この曲が上位に食い込んだことは「あきらかにBOYS AND MEN研究生の効果だろう」という見解を発表している。年間チャートでは、Top Singles Salesにおいて64位にランクインした。

## 収録トラック

### CDシングル
TYPE-A
1. 「愛を頑張って」（和田アキ子 with BOYS AND MEN研究生、作詞: 山田ひろし、作曲・編曲: 山口高始） – 3:48[32]
2. 「愛を頑張って -和田アキ子 ver.-」（和田アキ子）
3. 「愛を頑張って -BOYS AND MEN研究生 ver.-」（BOYS AND MEN研究生）
4. 「愛を頑張って -instrumental-」

DVD
- 「愛を頑張って (Music Video)」
- 「愛を頑張って (メイキング映像)」

TYPE-B
1. 「愛を頑張って」
2. 「アイノテヲ」（和田アキ子 with BOYS AND MEN研究生、作詞・作曲: no_my、編曲: REO） – 4:01[32]
3. 「GYA WOW☆」（BOYS AND MEN研究生、作詞: YUMIKO、作曲: 小久保祐希・横野康平、編曲: 中土智博） – 4:05[32]

Type-C
1. 「愛を頑張って」
2. 「アイノテヲ」

TYPE-D
1. 「愛を頑張って」
2. 「GYA WOW☆」

### 配信シングル
1. 「愛を頑張って」
2. 「アイノテヲ」
3. 「GYA WOW☆」
4. 「愛を頑張って -和田アキ子 ver.-」
5. 「愛を頑張って -BOYS AND MEN研究生 ver.-」
6. 「アイノテヲ -BOYS AND MEN研究生 ver.-」（BOYS AND MEN研究生）
7. 「愛を頑張って -instrumental-」
8. 「アイノテヲ -instrumental-」
9. 「GYA WOW☆ -instrumental-」